# Sirena di Cagniard de Latour

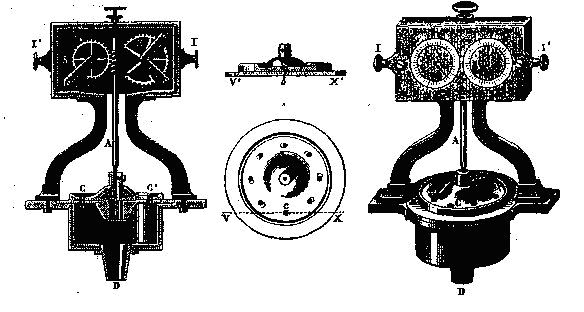
Disegno di una sirena di Cagniard de Latour.

La sirena di Cagniard de Latour (denominata anche sirena di Cagniard de La Tour o sirena di Cagnard de La Tour) è un dispositivo meccanico in grado di generare suoni a una frequenza determinata e regolabile. Fu utilizzato anche per determinare la frequenza acustica di vibrazione di un oggetto.
Lo strumento prende il nome dal suo inventore, il fisico e ingegnere francese Charles Cagniard de Latour, che lo realizzò nel 1819.
Essa è composta da un disco fisso sulla circonferenza esterna del quale sono praticati dei fori, a distanza costante l'uno dall'altro, e da un altro disco coassiale al precedente, questa volta girevole, munito di una serie di fori circolari realizzati obliquamente ed in perfetta corrispondenza con i fori del disco fisso, su cui urta un flusso di aria proveniente da un tubo apposito. A causa dell'inclinazione dei fori il disco mobile viene messo in moto circolare tanto più rapido quanto più intenso è il flusso. Girando, i fori dei due dischi si alterneranno in posizioni di corrispondenza nelle quali l'aria è libera di passare per i fori di ambo i dischi, e posizioni di non corrispondenza nelle quali l'aria non può passare. La corrente d'aria viene quindi interrotta periodicamente dando luogo ad altrettante vibrazioni. Conoscendo il numero dei fori e il numero di giri compiuti in unità di tempo dal disco mobile si può risalire al numero di vibrazioni della sirena.
Con un buon orecchio si può regolare il flusso di aria della sirena in maniera tale che essa emetta un suono identico a quello di un altro oggetto (corda di un pianoforte, canna di un organo eccetera) per poter risalire, così, al numero di vibrazioni dell'oggetto stesso. Spesso la sirena ha un telaio apposito su cui viene montato un contagiri che faciliti la lettura del dato.